# Vega (Asturien)
Vega ist eines von 18 Parroquias in der Gemeinde Aller der autonomen Gemeinschaft Asturien in Spanien.

## Geographie
Vega ist ein Parroquia in der Gemeinde Aller der autonomen Region Asturien in Spanien.
Vega hat 191 Einwohner (2011) und eine Fläche von 6,80 km². Es liegt auf 475 Metern Höhe.
Die nächste größere Stadt ist Cabañaquinta, der einen Kilometer entfernt gelegene Verwaltungssitz der Gemeinde Aller.

## Zugehörige Ortsteile und Weiler
- Escoyo
- Fornos
- Ḷḷevinco
- Vega.

## Klima
Angenehm milde Sommer mit ebenfalls milden, selten strengen Wintern. In den Hochlagen können die Winter durchaus streng werden.